# Polikarpov Po-2
Polikarpov Po-2 ali U-2 (Natovo kodno ime »Mule«, rus. U-uchebnyy Кукурузник, U- trenažer vzdevek  »Kukuruznik«) je bil sovjetski enomotorni večnamenski dvokrilnik. Bil je preprosto, zanesljivo in poceni letalo. Uporabljal se je za agrikulturne namene, treniranje pilotov, pa tudi v bojne namene med 2. Svetovno vojno. Imel je STOL sposobnosti in nizko hitrost leta. Je eno izmed najbolj številčno proizvajanih letal na svetu in najštevilčnejši dvokrilnik z 20 000 do 30 000 zgrajenimi, nekateri viri poročajo o nad 40 000 letal vseh verzij.
Letalo je zasnoval Nikolaj Polikarpov kot zamenjavo za trenažernega U-1 (Avro 504) - Avruška. leta 1944 so spremenili oznako v Po-2. NATO oznaka je "Mule". 
Prototip U-2 je imel petvaljni zračno hlajeni zvezdasti motor 74 kW (99 Km) Švetsov M-11. Prvi prototip je prvič poletel 7. januarja 1928, ki ga je pilotiral M.M. Gromov. Proizvodnja v Sovjetski zvezi se je končala leta 1953, licenčna proizvodnja na Poljskem pa do leta 1959. U-2 je bil že od samega začetka sovjetsko civilno in vojaško letalo, ki so ga proizvajali v tovarnah blizu Moskve. Zaradi možnosti vzleta z kratkih vzletnih pist so ga uporabljali tudi kot transportno in kmetijsko letalo. Po njegovi uporabi v agrikulturi je tudi prejel vzdevek Kukuruznik. Čeprav je bil zastarel že ob nastopu druge svetovne vojne, je ta na vzhodni fronti služil predvsem kot letalo za medicinsko in materialno oskrbo. Še posebej priročen je bil za oskrbo sovjetskih partizanov za frontno črto (na nemško zavzetem območju).  
Leta 1941 po nemški invaziji so oborožili letalo, uporabljal se je kot lahko oboroženo izvidniško letalo. Od leta 1942 naprej so ga modificirali v lahko jurišno letalo za napade ponoči. Nikolaj Polikarpov je podpiral projekt in pod njegovim vodstvom so zgradili verzijo U-2VS (voyskovaya seriya) - lahko nočni jurišnik, ki je lahko tovoril do 350 kg bomb in ŠKAS mitraljez na zadnjem sedežu.
Ti napadi niso povzročili posebej velike škode, so pa psihično vplivali in demoralizirali nemške vojake. Wehrmachtovi vojaki so mu dali vzdevek Nähmaschine (stroj za šivanje), Finci pa Hermosaha. Materialna škoda, ki jo je letalo povzročilo med napadi ni bila velika, vendar pa je pustila velike posledice na morali nemških vojakov. Te so ponavadi napadali ponoči. Običajna višina leta je bila le nekaj metrov nad tlemi, dvig za daljše jadranje, izključitev motorja in jadranje do cilja, kjer je odvrgel svoje bombe. Pri tem je zaradi žičnega ogrodja in lesenih opornikov spuščal grozljivo žvižganje. Kukuruznika je bilo težko sestreliti, ker je bila njegova največja hitrost približno enaka hitrosti izgube vzgona letal Messerschmitt Bf 109 in Focke-Wulf Fw 190. Po-2 je tudi vzdržal veliko škode in še vedno letel. Pozneje so tudi Nemci začeli z njihovo verzijo "živčnih" Störkampfstaffel  napadov z njihovimi letali. 
Njegovo ime je bilo po smrti konstruktorja Polikarpova, leta 1944 spremenjeno v Po-2, skladno s takrat novim sovjetskim sistemom poimenovanja, ki je običajno uporabljal prvi dve črki priimka oblikovalca ali oblikovalski biro, ki ga je ustvarila sovjetska vlada. Proizvodnja v Sovjetski zvezi se je končala leta 1953, vendar so CSS-13, izdelani po licenci, še vedno izdelovali na Poljskem do leta 1959.

## Tehnične specifikacije (U-2)
Splošne karakteristike
- Posadka: 1
- Število sedežev: 1 potnik
- Dolžina: 8,17 m (26 ft 10 in)
- Razpon kril: 11,40 m (37 ft 5 in)
- Višina: 3,10 m (10 ft 2 in)
- Površina kril: 33,2 m² (357 ft²)
- Teža praznega letala: 770 kg (1 698 lb)
- Naložena teža: 1 030 kg (2 271 lb)
- Uporaben tovor: 260 kg (573 lb)
- Maks. vzletna teža: 1 350 kg (2 976 lb)
- Pogon letala: 1 ×  5-valjni zračno hlajeni zvezdasti motor Švetsov M-11D, 93 kW (125 KM)

 Zmogljivost 
- Maks. hitrost: 152 km/h (82 vozlov, 94 mph)
- Potovalna hitrost: 110 km/h (59 vozlov, 68 mph)
- Doseg: 630 km (340 nmi, 391 mi)
- Višina leta: 3 000 m (9 843 ft)
- Hitrost vzpenjanja: 2,78 m/s (546 ft/min)
- Obremenitev kril: 41 kg/m² (8,35 lb/ft²)
- Razmerje moč/teža: 60 W/kg (0,04 KM/lb)

Oborožitev

(U-2VS / LNB only)
- Strojnice: 1x 7,62 mm (0,30 in) ŠKAS
- Bombe: šest 50 kg (110 lb) bomb